# Coppa Italia 2000-2001 (rugby a 15)
La Coppa Italia 2000-01 fu la 14ª edizione della Coppa Italia di rugby a 15.
Si tenne tra l'8 ottobre e il 28 gennaio e a vincere la coppa fu il Petrarca, alla sua seconda affermazione nel torneo dopo quella del 1982.

## Formula
Le sei squadre furono ripartite in due gironi su base territoriale. Le prime classificate si affrontarono in gara secca allo stadio Mario Battaglini di Rovigo.

## Squadre partecipanti
| Girone A | Girone B          |
| -------- | ----------------- |
| Petrarca | Amat. & Calvisano |
| Rovigo   | GRAN Parma        |
| San Donà | Livorno           |

## Fase a gironi

### Girone A
| Data            | Incontro            | Risultato | Sede     |
| --------------- | ------------------- | --------- | -------- |
| 8 ottobre 2000  | San Donà — Petrarca | 7-19      | San Donà |
| 15 ottobre 2000 | Rovigo — San Donà   | 25-6      | Rovigo   |
| 22 ottobre 2000 | Petrarca — Rovigo   | 28-11     | Padova   |
| 28 ottobre 2000 | Petrarca — San Donà | 56-8      | Padova   |
| 14 gennaio 2001 | San Donà — Rovigo   | 24-24     | San Donà |
| 21 gennaio 2001 | Rovigo — Petrarca   | 29-19     | Rovigo   |

#### Classifica
|  |    | Squadra  | G | V | N | P | PF  | PS  | P±  | B | Pt |
|  | -- | -------- | - | - | - | - | --- | --- | --- | - | -- |
|  | 1. | Petrarca | 3 | 3 | 0 | 0 | 122 | 55  | 67  | 1 | 13 |
|  | 2. | Rovigo   | 4 | 2 | 1 | 1 | 89  | 78  | 11  | 2 | 12 |
|  | 3. | San Donà | 4 | 0 | 1 | 3 | 45  | 124 | −79 | 0 | 2  |

### Girone B
| Data            | Incontro                    | Risultato | Sede      |
| --------------- | --------------------------- | --------- | --------- |
| 8 ottobre 2000  | Amat&Calvisano — Livorno    | 6-0       | Calvisano |
| 15 ottobre 2000 | Livorno — GRAN Parma        | 21-33     | Livorno   |
| 22 ottobre 2000 | GRAN Parma — Amat&Calvisano | 24-21     | Parma     |
| 28 ottobre 2000 | Livorno — Amat&Calvisano    | 12-32     | Livorno   |
| 14 gennaio 2001 | GRAN Parma — Livorno        | 6-0       | Parma     |
| 20 gennaio 2001 | Amat&Calvisano — GRAN Parma | 10-13     | Calvisano |

#### Classifica
|  |    | Squadra           | G | V | N | P | PF | PS | P±  | B  | Pt |
|  | -- | ----------------- | - | - | - | - | -- | -- | --- | -- | -- |
|  | 1. | GRAN Parma        | 4 | 4 | 0 | 0 | 76 | 52 | 24  | 2  | 18 |
|  | 2. | Amat. & Calvisano | 4 | 2 | 0 | 2 | 69 | 49 | 20  | 4  | 12 |
|  | 3. | Livorno           | 4 | 0 | 0 | 4 | 33 | 77 | −44 | -2 | −2 |

## Finale
| Rovigo 28 gennaio 2001 | Petrarca | 27 – 11 | GRAN Parma | Stadio Mario Battaglini |